# Anisocentropus brunneus
Anisocentropus brunneus là một loài Trichoptera trong họ Calamoceratidae. Chúng phân bố ở vùng nhiệt đới châu Phi.